# 森基誉則
森 基誉則（もり きよのり、1975年3月13日 - ）は、日本の政治家、ラジオDJ、フリーライター、キャスター、イベント司会者。立憲民主党所属の札幌市議会議員（1期）。

## 人物
- 北海道札幌市生まれ。北海道札幌手稲高等学校卒業。1999年、北海学園大学経済学部（美馬孝人ゼミ所属）卒業[2][3]。
- 大学在学中からエフエム北海道（AIR-G'）でADのアルバイトをしており急遽、穴の開いた番組で代打MCを担当したことでDJの道を歩むことになった[4]。
- 利酒師・焼酎アドバイザー・スピリッツアドバイザーの資格を保有。
- 国内A級ライセンスを所持するレーシングドライバーでもあるため、北海道で開催されるイベントにも出演。
- エフエム北海道のラジオ番組『scratch!』では、翌日の競馬の予想も行うため、競馬に関するイベントも開催される。
- 2023年1月30日の朝MORiエンディングにて、エフエム北海道（AIR-G'）の全番組から降板することを発表した。
- 第20回統一地方選挙にて札幌市議会議員選挙に厚別区選挙区（定数5）から立憲民主党より公認を得て立候補し[5]、3位で初当選した。

## 出演

### ラジオ番組
過去
以下は、エフエム北海道（AIR-G'）の番組。
- Dive into The Night
- T.G.I.F.
- Bum! Bul! Beat!
- scratch!（土曜日8:00 - 10:00・11:00 - 12:30）
- MOXY
- AIR-G'×平原綾香 Christmas Fantasia in 三井アウトレットパーク 札幌北広島（2010年11月21日、日曜日19:00-20:00）※10月29日(金)の公開録音。MCとして出演。
- ASAHI BEER presents NIKKA Bottoms up! CONNECTION（金曜日17:50 - 18:00）
- 朝MORi（月-金曜日6:00 - 9:00）
- 夜MORi（月曜日19:00 - 19:30）

### 過去のテレビ番組
- ともだっち〜ず（北海道文化放送、月-金）
- 土曜えき☆スタUP（北海道文化放送、2005年4月2日 - 9月24日）

### ナレーション
- アサヒビール「ブラックニッカ」CM